# یوری بیلوف (بازیگر)

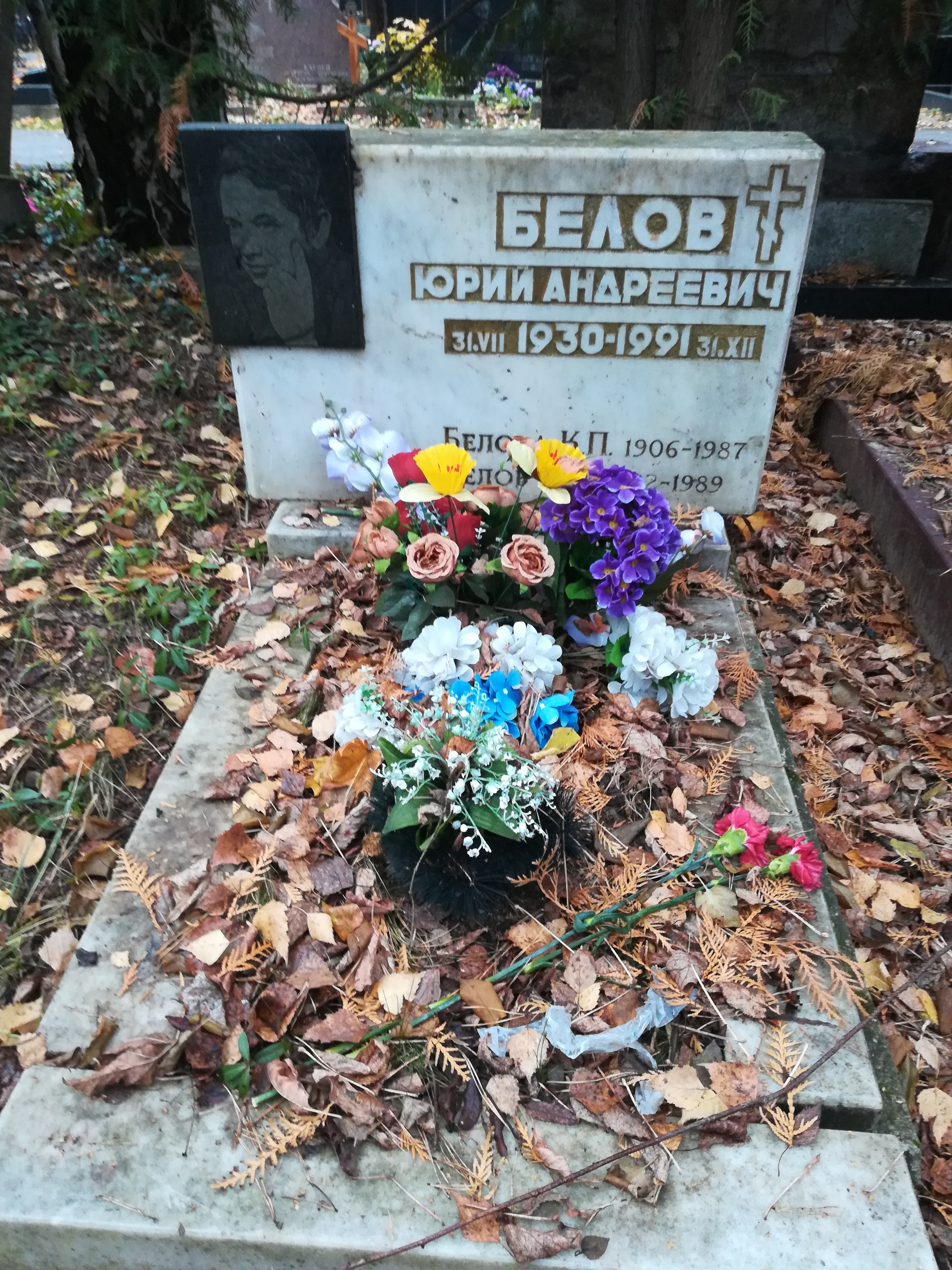
گور یوری بیلوف

یوری بیلوف (روسی: Юрий Андреевич Белов؛ ۳۱ ژوئیهٔ ۱۹۳۰ – ۳۱ دسامبر ۱۹۹۱) بازیگر اهل کشور اتحاد جماهیر شوروی سوسیالیستی بود. وی بین سال‌های ۱۹۵۵ تا ۱۹۸۸ میلادی فعالیت می‌کرد.
از فیلم‌ها یا برنامه‌های تلویزیونی که وی در آن نقش داشته‌است می‌توان به مسکو روی هادسن و بیا اینجا، مختار! اشاره کرد.